# جون ماكجرو (لاعب كرة قدم أمريكية)
جون ماكجرو (بالإنجليزية: Jon McGraw)‏ هو لاعب كرة قدم أمريكية أمريكي، ولد في 2 أبريل 1979 في مانهاتن في الولايات المتحدة.

## وصلات خارجية
- جون ماكجرو على موقع مرجع كرة القدم المحترفة.كوم (الإنجليزية)